# Вільгельм Франкль
Вільгельм Франкль (нім. Wilhelm Frankl; 20 грудня 1893, Гамбург, Німецька імперія — 8 квітня 1917, Па-де-Кале, Франція) — німецький льотчик-ас, лейтенант Прусської армії. Кавалер ордена Pour le Mérite.

## Біографія

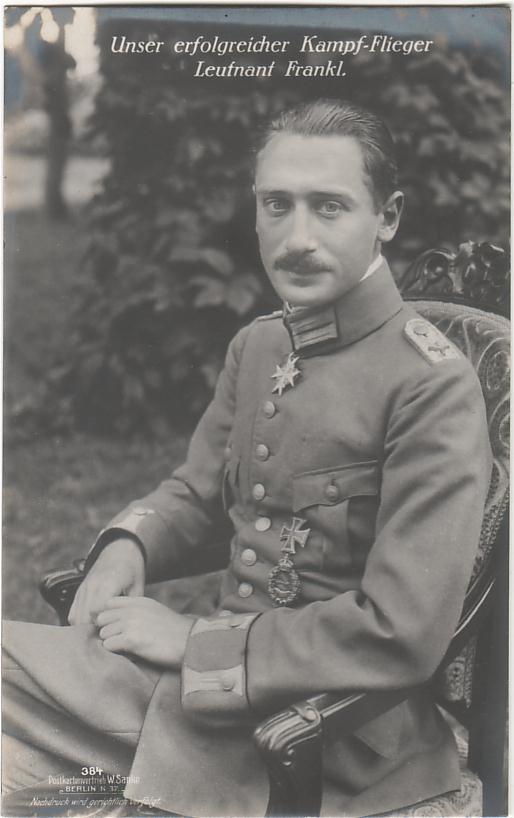

Син єврейського комерсанта. Відразу після закінчення гімназії навчився льотній справі, отримавши 20 липня 1913 року сертифікат під номером 490, став одним із перших льотчиків довоєнного часу.
Щойно розпочалася Перша світова війна, записався добровольцем в авіацію. Закінчив курси підготовки військових льотчиків літав у складі 40-го льотного дивізіону у Фландрії як спостерігач. В 1914 році Франкль відмовився від юдейського віросповідання, що дозволило йому здобути офіцерське звання. Наприкінці 1915 року отримав звання віцефельдфебеля. 
В січні 1916 року переведений у бойову команду одномісних винищувачів «Во», де літав на Fokker Eindekker. 1 вересня 1916 року перейшов у 4-ту винищувальну ескадрилью, командування над якою прийняв 1 січня 1917 року.
8 квітня 1917 року, вилетівши о 14:15, Франкль вступив у бій з Bristol Fighter (швидше за все, з 48-ї ескадрильї). Під час бою його літак Albatros D.III 2158/16 зруйнувався у повітрі, уламки та останки пілота впали біля Вітрі-ан-Артуа. Франкль був похований на цвинтарі в Берліні-Шарлоттенбурзі. Всього за час бойових дій здобув 20 перемог.
У роки правління Адольфа Гітлера Франкль як єврей був виключений зі списку героїв авіації Першої світової війни, а також зі списку кавалерів ордена Pour le Mérite.

## Нагороди
- Залізний хрест
  - 2-го класу
  - 1-го класу (1915) — за збиття французького літака з самозарядного карабіна 10 травня 1915 року.
- Нагрудний знак військового пілота (Пруссія)
- Королівський орден дому Гогенцоллернів, лицарський хрест з мечами (травень 1916)
- Ганзейський хрест (Гамбург; 1916)
- Pour le Mérite (12 липня 1916)

## Вшанування пам'яті
22 листопада 1973 року ім'ям Франкля було названо 74-у винищувальну ескадрилью нових люфтваффе і казарми в Нойбурзі-ан-дер-Донау (нім. Wilhelm-Frankl-Kaserne).